# Sielsowiet Rubieżewicze
Sielsowiet Rubieżewicze (biał. Рубяжэвіцкі сельсавет, Rubiażewicki sielsawiet; ros. Рубежевичский сельсовет) – sielsowiet na Białorusi, w obwodzie mińskim, w rejonie stołpeckim, z siedzibą w Rubieżewiczach.

## Demografia
Według spisu z 2009 sielsowiety Rubieżewicze i Zasule zamieszkiwało 2608 osób, w tym 1886 Białorusinów (72,32%), 576 Polaków (22,09%), 113 Rosjan (4,33%), 18 Ukraińców (0,69%), 7 Kazachów (0,27%), 6 osób innych narodowości i 2 osoby, które nie podały żadnej narodowości.
Do 2019 liczba ludności spadła do 2049 osób. Największymi miejscowościami były wówczas Rubieżewicze Nowe (373 mieszkańców), Zarzecze (308 mieszkańców), Zasule (302 mieszkańców), Tonowo (259 mieszkańców), Rubieżewicze (178 mieszkańców) i Jaczonka (167 mieszkańców). Liczba ludności żadnej z pozostałych miejscowości nie przekraczała 77 osób.

## Geografia i transport
Sielsowiet położony jest we wschodniej części rejonu stołpeckiego. Największą rzeką jest Suła.
Przez sielsowiet przebiegają jedynie drogi lokalne.

## Historia
Wschodnia granica sielsowietu, będąca jednocześnie granicą rejonu stołpeckiego, z niewielkim wyjątkiem pokrywa się z przebiegiem polsko-sowieckiej granicy państwowej w latach 1921 - 1945.
28 maja 2013 do sielsowietu Rubieżewicze przyłączono w całości, liczący 13 miejscowości, likwidowany sielsowiet Zasule.

## Miejscowości
- agromiasteczka:
  - Rubieżewicze
  - Zasule
- wsie:

| - - Ciechanowa Słoboda - Downarszczyzna - Downary - Grań - Gryzowszczyzna - Hniecki - Jaczonka - Kamejsze - Lewkowszczyzna - Lichacze | - - Mikulicze - Morozowicze - Nowiki Małe - Nowiki Wielkie - Nowosiele - Padzierno - Różanka - Rubieżewicze Nowe - Ruczyn - Rusaki | - - Simkowicze - Sosenka - Tatarszczyzna - Tonowo - Waraksy - Warnauhoł - Zarzecze - Zuje - Żdanowicze |

- chutory:
  - Nosale
  - Oleszkowo